# Joaquima Casas Carreras
Joaquima Casas Carreras (Sant Martí Sacalm, Selva, 17 de juny de 1951) és una atleta catalana especialitzada en curses de fons, amb més de quaranta anys de carrera esportiva.
Nascuda a Sant Martí Sacalm el 1951 i establerta a Sant Feliu de Pallerols, Joaquima Casas, la gran de quatre germans, filla de Siset i Rosita, fou la primera dona d'Espanya a aconseguir acabar la marató per sota de les tres hores. Debutà en la primera marató popular de Catalunya, a Palafrugell, el 1978, va guanyar la marató de Barcelona de 1980, 1985 i 1987, aconseguí sis títols catalans de marató (1980, 1981, 1983, 1986, 1987, 1998) i tres Campionats d'Espanya de 20 km (1982, 1983, 1984). Va arribar a quedar en l'11è lloc en el campionat mundial.
La seva millor marca la va obtenir el 1987 a Carcassona amb 2h.43m.1s. i la va revalidar després a Barcelona. Establí set rècords de Catalunya de marató i un de 100 km que també fou plusmarca estatal (1992). És l'atleta catalana amb més maratons disputades (més de 160).
El 2012 se li reconeix la trajectòria com a esportista amb el lliurament per part de la Generalitat de Catalunya de la Medalla de l'Esport.